# Gradište (Merošina)
Pour les articles homonymes, voir Gradište.
Gradište (en serbe cyrillique : Градиште) est un village de Serbie situé dans la municipalité de Merošina, district de Nišava. Au recensement de 2011, il comptait 559 habitants.

## Démographie
| 1948 | 1953 | 1961 | 1971 | 1981 | 1991 | 2002 | 2011 |
| ---- | ---- | ---- | ---- | ---- | ---- | ---- | ---- |
| 884  | 917  | 821  | 736  | 744  | 652  | 596  | 559  |

|  |